# Carolina Rodríguez
Carolina Rodríguez Ballesteros (León, 24 maggio 1986) è una ginnasta spagnola.

## Biografia
Rodríguez ha iniziato a praticare la ginnastica ritmica all'età di 7 anni, e già tre anni dopo si è laureata per la prima volta campionessa di Spagna. Agli Europei juniores disputati nel 1999 a Budapest si è piazzata al quinto posto.
Carolina Rodríguez ha partecipato alle Olimpiadi di Atene 2004 terminando al settimo posto con la squadra della Spagna. Nel 2009 vince la sua prima medaglia a una World Cup, il bronzo a Corbeil-Essonnes, e giunge al terzo posto pure nella gara individuale ai Giochi del Mediterraneo di Pescara.
A Londra 2012 disputa la sua seconda Olimpiade gareggiando nella gara individuale, senza però riuscire a superare la fase di qualificazione. L'anno successivo vince la medaglia d'oro ai Giochi del Mediterraneo di Mersin 2013.
Con la sua partecipazione ai Giochi olimpici di Rio de Janeiro 2016, all'età di 30 anni, diventa la ginnasta di ritmica più longeva che abbia mai disputato una Olimpiade. Accede alla finale del concorso individuale piazzandosi all'ottavo posto. Annuncia la sua volontà di ritirarsi dopo le Olimpiadi, durante la sua carriera si era già ritirata momentaneamente nel 2007, ma in seguito conferma di continuare l'attività agonistica seppure a ritmo ridotto.

## Palmarès
- Giochi del Mediterraneo

Pescara 2009: bronzo nel concorso individuale.
Mersin 2013: oro nel concorso individuale.